# 시리아-조선민주주의인민공화국 관계
시리아-조선민주주의인민공화국 관계(아랍어: العلاقات السورية الكورية الشمالية, 문화어: 수리야-조선민주주의인민공화국 관계)는 시리아와 조선민주주의인민공화국 간 양자 관계를 뜻한다. 하페즈 알아사드 대통령과 김일성 주석의 개인적 친분 관계에서 시작한 양국의 혈맹 관계는 2024년 시리아 반군 공세의 끝인 아사드 정권의 몰락 이후 종료되었다.

## 상세
양국은 1966년에 수교하였으며, 2024년까지 남북 동시 수교국이 아닌 북한 단독 수교국이었다. 시리아와 조선민주주의인민공화국은 제3차 중동 전쟁, 욤키푸르 전쟁에서 조선민주주의인민공화국이 시리아에 군사고문단을 파견하고, 미사일 수출 및 미사일 기술 이전을 하게 되면서 급속도로 가까워졌다. 시리아는 북한에게 식량을 판매하는 등, 일련의 지원 조치를 취했다.
특히 시리아에 핵무기 및 화학무기 프로그램 간의 협력을 진행함에 따라, 2007년 이스라엘 공군이 시리아 데이르에조르 지역의 목표물을 상대로 오차드 작전을 수행하기도 했다. 당시 시리아에서 핵 원자로 건설을 돕고 있던 조선민주주의인민공화국인 10명이 공습 중 사망했다고 전해진다. 이러한 연유로 이스라엘-조선민주주의인민공화국 관계 또한 긍정적이지 못하다.
하페즈 알아사드는 김일성과 김정일 국방위원장과 친분이 있었고, 하페즈 이후 등장한 바샤르 알아사드 또한 김정일 국방위원장 및 김정은 국무위원장과 돈독한 관계를 유지했다. 두 국가의 정상은 주기적으로 축하 인사를 보내며 관계를 재확인했다. 평안북도 향산군에 위치한 국제친선전람관에는 바샤르 알아사드 대통령이 김정은 위원에게 선물한 시미터가 있을 정도로, 두 국가는 돈독한 관계를 매년 유지해왔다.
2024년 아사드 정권의 몰락이 발생함에 따라, 시리아 다마스쿠스에 있던 주시리아 조선민주주의인민공화국 대사관이 폐쇄되고 외교관들이 러시아의 도움을 받아 시리아를 탈출하였다. 바샤르 알아사드의 망명 이후 등장한 아흐마드 알샤라 대통령이 본격적으로 대한민국과 관계 개선에 나서게 되면서 시리아와 북한 간 관계도 예전과 같지 않게 되었다. 2025년 4월 10일, 대한민국-시리아 수교가 이뤄지며, 시리아와 조선민주주의인민공화국 간 혈맹 또한 끝나게 되었다.